# Hàm số bậc ba

Đồ thị của một hàm số bậc ba với 3 nghiệm số thực (tại đó đường đồ thị cắt trục hoành—thỏa mãn y = 0). Hình vẽ cho thấy hai điểm cực trị. Phương trình của hàm số là f(x) = (x^{3} + 3x^{2} − 6x − 8)/4.

Trong đại số, một hàm số bậc ba là một hàm số có dạng
{\displaystyle f(x)=ax^{3}+bx^{2}+cx+d}
trong đó a khác 0.
Phương trình f(x) = 0 là một phương trình bậc ba có dạng
{\displaystyle ax^{3}+bx^{2}+cx+d=0.\,}
Các giá trị x thỏa mãn phương trình này được gọi là các nghiệm số của đa thức f(x). Nếu tất cả các hệ số a, b, c, và d của phương trình bậc ba là số thực thì sẽ có ít nhất một nghiệm thực (điều này đúng đối với tất cả các đa thức bậc lẻ). Tất cả các nghiệm của phương trình bậc ba có thể được biểu diễn bằng các hàm đại số. (Điều này cũng đúng với phương trình hàm bậc hai hoặc bậc bốn (nhưng không đúng với các hàm bậc cao hơn, xem định lý Abel–Ruffini). Các nghiệm cũng có thể được xác định bằng lượng giác. Một cách khác, có thể dùng phương pháp xấp xỉ để tính toán các nghiệm số bằng cách sử dụng các thuật toán tìm nghiệm số như phương pháp Newton.
Các hệ số không cần phải là số phức. Phần lớn những gì được trình bày dưới đây có giá trị đối với các hệ số của bất kỳ trường nào với đặc tính là 0 hoặc lớn hơn 3. Các nghiệm của phương trình bậc ba không nhất thiết thuộc cùng một trường số với các hệ số. Ví dụ, một số phương trình bậc ba với các hệ số hữu tỷ có nghiệm số không phải là số hữu tỷ (và thậm chí là số phức).

## Lịch sử

Đồ thị hai chiều của một hàm bậc 3, đa thức ƒ(x) = 2x^{3} − 3x^{2} − 3x + 2.

Phương trình bậc ba đã được người Babylon, Hy Lạp, Trung Quốc, Ấn Độ và Ai Cập cổ đại quan tâm từ lâu. Người Babylon (thế kỷ 20 đến 16 TCN) đã lưu lại các bản viết chữ hình nêm với các bảng để tính các số lập phương và khai căn bậc 3. Người Babylon có thể đã sử dụng các bảng để giải phương trình bậc 3, nhưng không có bằng chứng nào để khẳng định rằng họ đã làm như vậy. Bài toán tăng gấp đôi thể tích khối lập phương liên quan đến phương trình bậc ba đơn giản nhất và được nghiên cứu lâu đời nhất, và là một trong các phương trình mà người Ai Cập cổ đại không tin rằng có cách giải. Vào thế kỷ thứ 5TCN, Hippocrates đã rút gọn được vấn đề này khi tìm ra hai phần tỷ lệ giữa một đoạn thẳng và một đoạn khác gấp đôi chiều dài của nó, nhưng không thể giải quyết vấn đề này bằng compa và thước kẻ, một bài toán mà bây giờ được chứng minh là không thể. Các phương pháp giải phương trình bậc ba xuất hiện trong Cửu chương toán thuật, một tác phẩm tiếng Trung Quốc về toán học được viết vào khoảng thế kỷ 2 TCN và được Lưu Huy viết thêm lời bình vào thế kỷ 3. Vào thế kỷ thứ 3, nhà toán học Hy Lạp Diophantos ftìm ra các giải pháp số nguyên hoặc số hữu tỷ cho một số phương trình bậc 3 hai ẩn số (phương trình Diophantos). Hippocrates, Menaechmus và Archimedes được cho là đã đến gần với lời giải cho bài toán tăng gấp đôi thể tích khối lập phương bằng cách tính toán điểm cắt nhau của các đường conic, mặc dù các nhà sử học như Reviel Netz tranh cãi liệu người Hy Lạp có đang suy nghĩ về các phương trình bậc ba hay chỉ là những vấn đề có thể dẫn đến phương trình bậc ba. Một số khác như T. L. Heath, người đã dịch tất cả các tác phẩm của Archimedes, không đồng ý, đưa ra bằng chứng rằng Archimedes thực sự giải phương trình bậc 3 bằng cách sử dụng giao điểm của hai đường conic, mà còn thảo luận các điều kiện mà các nghiệm là 0, 1 hoặc 2.
Ở triều Đường thế kỷ thứ 7, nhà thiên văn và toán học Vương Hiểu Thông trong cuốn sách của ông nhan đề "Tập cổ toán kinh" đã nêu ra một cách có hệ thống và giải bằng số 25 phương trình bậc ba dạng x3 + px2 + qx = N, 23 trong số chúng có p, q ≠ 0, và 2 trong số chúng với q = 0.
Trong thế kỷ thứ 11, nhà toán học và thi sĩ Ba Tư Omar Khayyam (1048–1131) đã đóng góp quan trọng vào tiến trình phát triển của lý thuyết phương trình bậc ba. Trong một bài báo ban đầu, ông khám phá ra một phương trình bậc ba có thể có nhiều hơn một nghiệm và chứng minh rằng nó không thể giải được bằng cách sử dụng thước kẻ và compa. Ông cũng tìm thấy một nghiệm hình học. Trong tác phẩm sau của ông, cuốn Tiểu luận về chứng minh các bài toán đại số, ông viết ra nội dung phân loại đầy đủ các phương trình bậc ba với nghiệm hình học tổng quát tìm bởi giao điểm với các đường conic.
Nhà toán học Ấn Độ ở thế kỷ 12 Bhaskara II đã cố gắng tìm ra nghiệm tổng quát cho phương trình bậc ba nhưng không thành công. Tuy vậy, ông đã tìm ra một phương trình bậc ba: x3 + 12x = 6x2 + 35. Cũng ở thế kỷ 12, nhà toán học Ba Tư Sharaf al-Dīn al-Tūsī (1135–1213), viết cuốn Al-Muʿādalāt (Khảo luận về các phương trình), trong đó ông nghiên cứu tám loại phương trình bậc ba với nghiệm dương và năm loại phương trình bậc ba mà có thể không có nghiệm dương. Ông đã sử dụng quy tắc mà về sau được gọi là "phương pháp Horner-Ruffini" để giải xấp xỉ bằng phương pháp số nhằm tìm nghiệm của một phương trình bậc ba. Ông cũng sử dụng khái niệm cực trị của các đường cong để giải phương trình bậc ba mà không có nghiệm dương. Ông đã hiểu tầm quan trọng của biệt thức phương trình bậc ba để tìm nghiệm đại số của một số loại phương trình bậc ba nhất định.
Leonardo de Pisa, mà được biết đến nhiều hơn với tên Fibonacci (1170–1250), đã có thể giải xấp xỉ gần đúng nghiệm dương của phương trình x3 + 2x2 + 10x = 20, bằng sử dụng chữ số Babylon. Ông đưa ra kết quả bằng 1,22,7,42,33,4,40 (tương đương với 1 + 22/60 + 7/602 + 42/603 + 33/604 + 4/605 + 40/606), mà lệch với giá trị đúng chỉ khoảng 3 phần tỷ.
Đầu thế kỷ 16, nhà toán học người Ý Scipione del Ferro (1465–1526) tìm ra phương pháp giải một lớp các phương trình bậc ba có dạng x3 + mx = n. Thực sự là mọi phương trình bậc ba có thể quy về dạng này nếu chúng ta cho phép m và n nhận giá trị âm, nhưng số âm vẫn chưa được biết đến vào thời của ông. Del Ferro đã giữ bí mật thành tựu của ông cho tới lúc trước khi ông qua đời, ông đã nói cho học trò Antonio Fiore của mình về điều này.

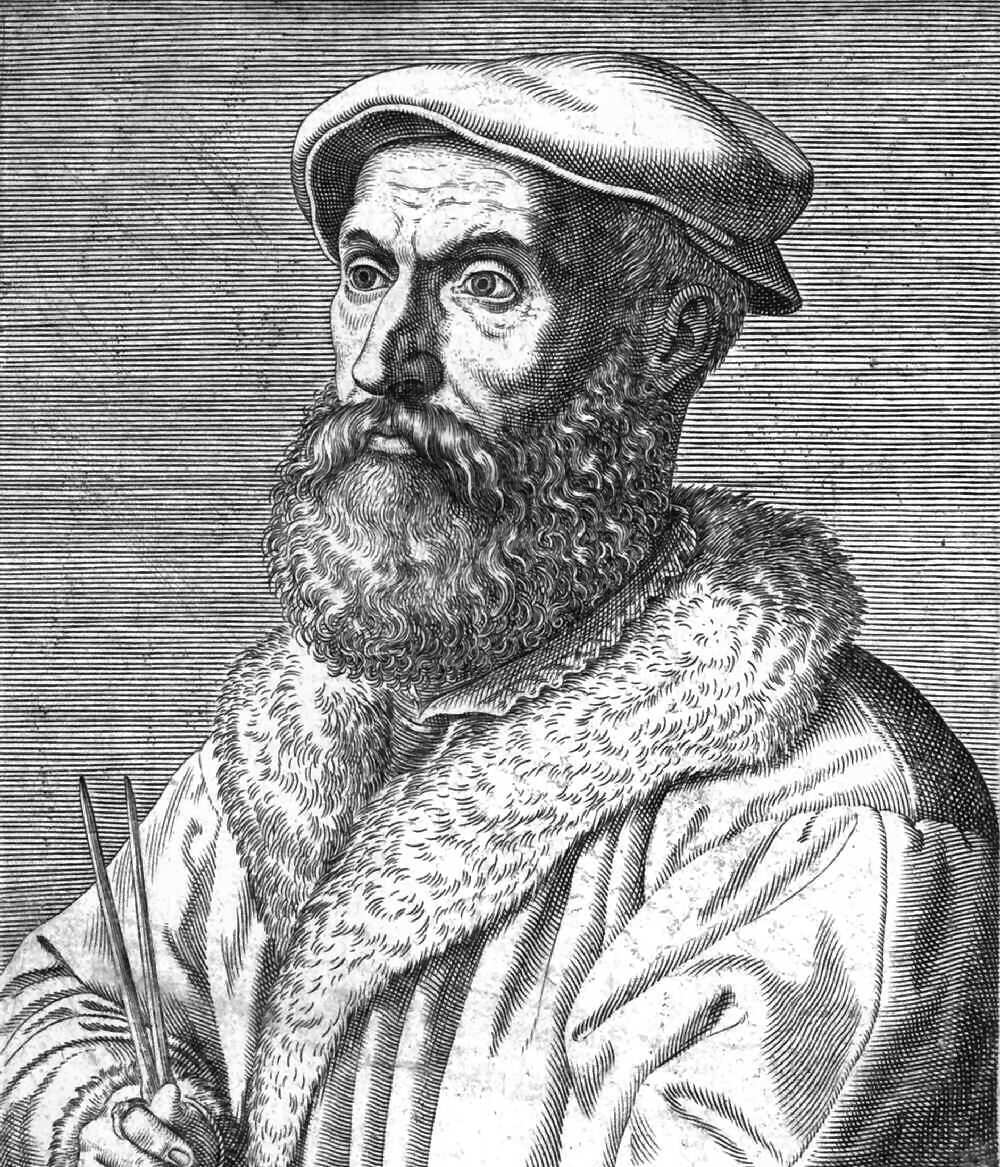
Niccolò Fontana Tartaglia

Năm 1530, Niccolò Tartaglia (1500–1557) nhận được hai bài toán trong phương trình bậc ba từ Zuanne da Coi và tuyên bố ông đã giải được chúng. Ngay lập tức Fiore đã thách thức ông, dẫn đến một cuộc thi nổi tiếng giữa hai người này. Mỗi thí sinh phải đặt cược một số tiền và đặt ra một số bài toán để cho đối thủ giải. Ai giải được nhiều bài toán hơn trong vòng 30 ngày sẽ là người chiến thắng và giành được tất cả số tiền đặt cược. Tartaglia nhận được các bài toán có phương trình dưới dạng x3 + mx = n, mà ông đã tìm ra phương pháp tổng quát để giải. Fiore nhận được các phương trình có dạng x3 + mx2 = n, mà đối với ông đây thực sự là rất khó, và Tartaglia là người chiến thắng cuộc thi.
Sau này, Tartaglia được Gerolamo Cardano (1501–1576) khuyên nhủ nên tiết lộ bí mật của ông về cách giải phương trình bậc ba. Năm 1539, Tartaglia chỉ thực hiện trong điều kiện nếu Cardano hứa sẽ không bao giờ công bố nó và rằng nếu ông viết một cuốn sách về hàm số bậc ba, ông sẽ cho Tartaglia thời gian để công bố. Vài năm sau, Cardano biết đến công trình trước đây của Ferro và đã công bố phương pháp của Ferro trong cuốn sách Ars Magna của ông vào năm 1545, có nghĩa là Cardano đã cho Tartaglia 6 năm để công bố kết quả của ông (với quyền tác giả thuộc về Tartaglia về một nghiệm độc lập). Lời hứa của Cardano với Tartaglia nói rằng ông sẽ không công bố các công trình của Tartaglia, và Cardano cảm thấy là ông đang xuất bản công trình của del Ferro, và do đó đã giữ được lời hứa của ông. Tuy vậy, điều này đã dẫn đến Tartaglia thách thức Cardano tham dự một cuộc thi mà Cardano đã từ chối. Cuộc thi này cuối cùng do học trò của Cardano là Lodovico Ferrari (1522–1565) chấp thuận. Ferrari đã có kết quả tốt hơn Tartaglia trong cuộc thi, và Tartaglia đã mất danh dự và tiền bạc của ông.
Cardano nhận thấy phương pháp của Tartaglia thỉnh thoảng đòi hỏi ông phải tiến hành khai căn bậc hai của một số âm. Ông thậm chí đã thực hiện tính với các số phức này trong quyển Ars Magna, nhưng ông đã không thực sự hiểu ý nghĩa của nó. Rafael Bombelli đã nghiên cứu vấn đề này một cách chi tiết và do vậy thường được coi là người khám phá ra số phức.
François Viète (1540–1603) đã độc lập tìm ra nghiệm lượng giác cho đa thức bậc ba có ba nghiệm thực, và René Descartes (1596–1650) đã mở rộng công trình của Viète.

## Khảo sát hàm số bậc ba

### Chiều biến thiên và cực trị
Xét hàm số {\displaystyle f(x)=ax^{3}+bx^{2}+cx+d}. Gọi {\displaystyle y'=f'(x)=3ax^{2}+2bx+c=Ax^{2}+Bx+C} là đạo hàm cấp 1 của f(x). Xét {\displaystyle \Delta =B^{2}-4AC}
Nếu {\displaystyle \Delta >0}, f(x) có 2 điểm cực trị. Gọi {\displaystyle x_{1}} và {\displaystyle x_{2}} (với {\displaystyle x_{1}<x_{2}}) là 2 nghiệm của f'(x). Khi đó:
- nếu a>0, hàm số nghịch biến trên khoảng {\displaystyle (x_{1};x_{2})} và đồng biến trên các khoảng {\displaystyle (-\infty ;x_{1})} và {\displaystyle (x_{2};+\infty )}; điểm {\displaystyle A_{1}(x_{1},f(x_{1}))} là điểm cực đại và {\displaystyle A_{2}(x_{2},f(x_{2}))} là điểm cực tiểu.

| {\displaystyle x}  | {\displaystyle -\infty } {\displaystyle x_{1}} {\displaystyle x_{2}} {\displaystyle +\infty } |
| ------------------ | --------------------------------------------------------------------------------------------- |
| {\displaystyle y'} | {\displaystyle +} 0 {\displaystyle -} 0 {\displaystyle +}                                     |
| {\displaystyle y}  | {\displaystyle -\infty \nearrow f(x_{1})\searrow f(x_{2})\nearrow +\infty }                   |

- nếu a<0, hàm số đồng biến trên khoảng {\displaystyle (x_{1};x_{2})} và nghịch biến trên các khoảng {\displaystyle (-\infty ;x_{1})} và {\displaystyle (x_{2};+\infty )}; điểm {\displaystyle A_{1}(x_{1},f(x_{1}))} là điểm cực tiểu và {\displaystyle A_{2}(x_{2},f(x_{2}))} là điểm cực đại.

| {\displaystyle x}  | {\displaystyle -\infty } {\displaystyle x_{1}} {\displaystyle x_{2}} {\displaystyle +\infty } |
| ------------------ | --------------------------------------------------------------------------------------------- |
| {\displaystyle y'} | {\displaystyle -} 0 {\displaystyle +} 0 {\displaystyle -}                                     |
| {\displaystyle y}  | {\displaystyle +\infty \searrow f(x_{1})\nearrow f(x_{2})\searrow -\infty }                   |

Nếu {\displaystyle \Delta \leq 0}, f(x) không có điểm cực trị, đồng biến trên R nếu a>0 và nghịch biến trên R nếu a<0.
Ta có bảng sau:
| {\displaystyle x}  | {\displaystyle -\infty } {\displaystyle x_{0}} {\displaystyle +\infty } |
| ------------------ | ----------------------------------------------------------------------- |
| {\displaystyle y'} | + 0 +                                                                   |
| {\displaystyle y}  | {\displaystyle -\infty \nearrow +\infty }                               |

| {\displaystyle x}  | {\displaystyle -\infty } {\displaystyle x_{0}} {\displaystyle +\infty } |
| ------------------ | ----------------------------------------------------------------------- |
| {\displaystyle y'} | - 0 -                                                                   |
| {\displaystyle y}  | {\displaystyle +\infty \searrow -\infty }                               |

| {\displaystyle x}  | {\displaystyle -\infty } {\displaystyle +\infty } |
| ------------------ | ------------------------------------------------- |
| {\displaystyle y'} | +                                                 |
| {\displaystyle y}  | {\displaystyle -\infty \nearrow +\infty }         |

| {\displaystyle x}  | {\displaystyle -\infty } {\displaystyle +\infty } |
| ------------------ | ------------------------------------------------- |
| {\displaystyle y'} | -                                                 |
| {\displaystyle y}  | {\displaystyle +\infty \searrow -\infty }         |

Cách làm trên vẫn đúng khi sử dụng {\displaystyle \Delta '=b^{2}-3ac} thay cho {\displaystyle \Delta =B^{2}-4AC}

### Đồ thị

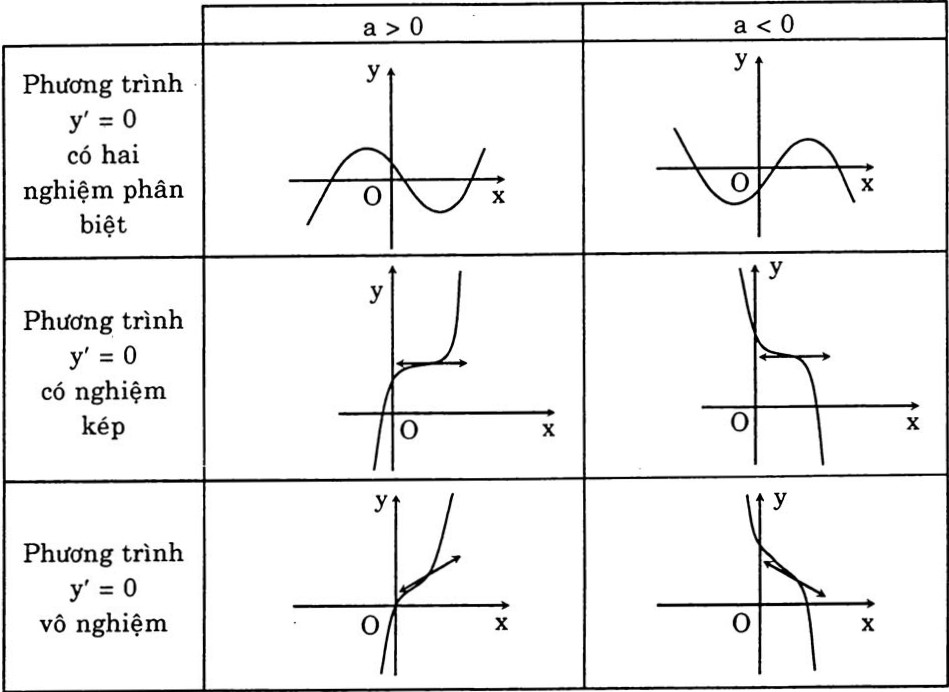
Đồ thị hàm số

Đồ thị hàm số {\displaystyle y=f(x)=ax^{3}+bx^{2}+cx+d} có các tính chất sau:
- Có tâm đối xứng là điểm {\displaystyle I(x_{0},f(x_{0}))} với {\displaystyle x_{0}} là nghiệm của f''(x). I còn được gọi là điểm uốn của đồ thị.
- Có hình dạng phụ thuộc vào nghiệm của f'(x) và hệ số a.

## Sách tham khảo
- Guilbeau, Lucye (1930), "The History of the Solution of the Cubic Equation", Mathematics News Letter, 5 (4): 8–12, doi:10.2307/3027812, JSTOR 3027812
- Sách giáo khoa Giải tích 12 - Bộ giáo dục đào tạo - Nhà xuất bản giáo dục